# 八一乡 (南昌县)
八一乡是中国江西省南昌市南昌县下辖的一个乡。

## 行政区划
八一乡共辖15个行政村，分别是：
甫下村、后曲村、淡溪村、新坊村、院前村、大昌村、涂埠村、五星村、八一村、胡华村、莲溪村、钱溪村、南邓村、南江村、板联村。